# 载波
载波（carrier wave）是指被调制以传输信号的波形，一般为正弦波。一般要求正弦载波的频率远远高于调制信号的带宽，否则会发生混叠，使传输信号失真。
可以这样理解，我们一般需要发送的数据的频率是低频的，如果按照本身的数据的频率来传输，不利于接收和同步。使用载波传输，我们可以将数据的信号加载到载波的信号上，接收方按照载波的频率来接收数据信号，有意义的信号波的波幅与无意义的信号的波幅是不同的，将这些信号提取出来就是我们需要的数据信号。
载波就是携带信息/信号的波形，它携带的方式是进行频率、振幅、相位间隔调制。
電子計算機科學中，基頻（baseband）加上載波（carrier wave）而成為寬頻（broadband）。

## 延伸阅读
- 载波聚合